# Flavio G. Nuvolone
Flavio Giuseppe Nuvolone (* 1947 im Tessin; † 10. Dezember 2019 in Freiburg im Üechtland) war ein Schweizer Patrologe.

## Leben
Flavio Giuseppe Nuvolone erwarb das Lizentiat 1972 und das Doktorat 1977 in Freiburg im Üechtland. Er war Direktor der Bibliothek für Geschichte und Theologie der Universität Freiburg, Professor für Patristik und ab 1996 Direktor der Zeitschrift Archivum Bobiense.

## Schriften (Auswahl)
- Il numero e la croce. L’homo novus da Aurillac. Prospettive da scritti gerbertiani. Neapel 2012, ISBN 8820754223.
- als Herausgeber mit Ernesto Borghi und Claudio Gianotto: Gli apocrifi del Nuovo Testamento. Per leggerli oggi. Padua 2013, ISBN 8825024614.
- Da Gerberto a Silvestro II. Ermeticità di nome, numeri e Croce nell’anno Mille. Bobbio 2013, ISBN 8896673399.
- Colman, Columba, Giona. Destino singolare d’un sole d’Irlanda, fondatore dell’abbazia di Bobbio. Nuova biografia di San Colombano (615–2015). Bobbio 2015, ISBN 978-88-96673-47-8.